# Copa ivoriana de futbol
La Copa ivoriana de futbol (Coupe de Côte d'Ivoire de football) és la màxima competició futbolística per eliminatòries de Costa d'Ivori. És organitzada per la Fédération Ivoirienne de Football. Es disputà per primer cop el 1960.

## Historial
Font:
Abans de la independència
| Any  | Campió                  | Resultat   | Finalista                  |
| ---- | ----------------------- | ---------- | -------------------------- |
| 1953 | Africa Sports National  | 5-0        | RC Bouaké                  |
| 1954 | Africa Sports National  | 1-0        | ASEC Mimosas               |
| 1955 | Jeunesse Club d'Abidjan |            |                            |
| 1956 | Africa Sports National  | 6-3        | Étoile Filante de Bouaké   |
| 1957 | ASEC Mimosas            | 1-0 (prò.) | Étoile Filante de Bouaké   |
| 1958 | Africa Sports National  | 6-3        | US Fermiers d'Agnibilékrou |
| 1959 | Stella Club d'Adjamé    |            |                            |

Després de la independència
| Any  | Campió                                    | Resultat                                  | Finalista                                 |
| ---- | ----------------------------------------- | ----------------------------------------- | ----------------------------------------- |
| 1960 | Espoir de Man (1)                         | 6-1                                       | Réveil Club de Daloa                      |
| 1961 | Africa Sports National (1)                | 2-1                                       | Stade d'Abidjan                           |
| 1962 | ASEC Mimosas (1)                          | 4-2                                       | Africa Sports National                    |
| 1963 | Jeunesse Club d'Abidjan (1)               | 2-1                                       | Union S. Man                              |
| 1964 | Africa Sports National (2)                | 1-0                                       | AS RAN Agboville                          |
| 1967 | ASEC Mimosas (2)                          | 2-1 (prò.)                                | Stella Club d'Adjamé                      |
| 1968 | ASEC Mimosas (3)                          | 3-2                                       | Stade d'Abidjan                           |
| 1969 | ASEC Mimosas (4)                          | 2-2 (prò.) (2-1 corners)                  | Africa Sports National                    |
| 1970 | ASEC Mimosas (5)                          | 2-2, 0-0, 2-1                             | Stella Club d'Adjamé                      |
| 1971 | Stade d'Abidjan (1)                       | 4-1                                       | Sporting Club de Gagnoa                   |
| 1972 | ASEC Mimosas (6)                          | 2-1                                       | Stade d'Abidjan                           |
| 1973 | ASEC Mimosas (7)                          | 2-1                                       | Stella Club d'Adjamé                      |
| 1974 | Stella Club d'Adjamé (1)                  | 2-0                                       | Africa Sports National                    |
| 1975 | Stella Club d'Adjamé (2)                  | 1-1 (prò.) (4-2 p)                        | Sporting Club de Gagnoa                   |
| 1976 | Stade d'Abidjan (2)                       | 3-3 (prò.) (4-2 p)                        | ASEC Mimosas                              |
| 1977 | Africa Sports National (3)                | 1-1 (prò.) (4-3 p)                        | Alliance Bouaké                           |
| 1978 | Africa Sports National (4)                | 1-1 (prò.) (3-1 p)                        | Sporting Club de Gagnoa                   |
| 1979 | Africa Sports National (5)                | 6-2                                       | Sporting Club de Gagnoa                   |
| 1980 | Réveil Club de Daloa (1)                  | 2-1                                       | Stella Club d'Adjamé                      |
| 1981 | Africa Sports National (6)                | 2-1                                       | Stella Club d'Adjamé                      |
| 1982 | Africa Sports National (7)                | 1-0                                       | ES Senou                                  |
| 1983 | ASEC Mimosas (8)                          | 2-0                                       | USC Bassam                                |
| 1984 | Stade d'Abidjan (3)                       | 2-0                                       | Sporting Club de Gagnoa                   |
| 1985 | Africa Sports National (8)                | 3-0                                       | Sporting Club de Gagnoa                   |
| 1986 | Africa Sports National (9)                | 1-0                                       | ASEC Mimosas                              |
| 1987 | ASC Bouaké (1)                            | 2-1                                       | EECI                                      |
| 1988 | ASI Abengourou (1)                        | 2-1                                       | Stade d'Abidjan                           |
| 1989 | Africa Sports National (10)               | 2-1                                       | AS Sotra                                  |
| 1990 | ASEC Mimosas (9)                          | 2-0                                       | Sporting Club de Gagnoa                   |
| 1993 | Africa Sports National (11)               | 2-1                                       | ASC Bouaké                                |
| 1994 | Stade d'Abidjan (4)                       | 4-2                                       | Africa Sports National                    |
| 1995 | ASEC Mimosas (10)                         | 2-0                                       | Stade d'Abidjan                           |
| 1996 | SO de l'Armée (1)                         | 0-0 (prò.) (10-9 p)                       | Africa Sports National                    |
| 1997 | ASEC Mimosas (11)                         | 4-0                                       | Africa Sports National                    |
| 1998 | Africa Sports National (12)               | 3-0 (prò.)                                | Stade d'Abidjan                           |
| 1999 | ASEC Mimosas (12)                         | 5-0                                       | Séwé Sports                               |
| 2000 | Stade d'Abidjan (5)                       | 2-1                                       | ASEC Mimosas                              |
| 2001 | Alliance Bouaké (1)                       | 2-0                                       | ASC Bouaké                                |
| 2002 | Africa Sports National (13)               | 2-0                                       | RFC Daoukro                               |
| 2003 | ASEC Mimosas (13)                         | 1-1 (prò.) (4-2 p)                        | Africa Sports National                    |
| 2004 | CO Bouaflé (1)                            | 2-1                                       | Stade d'Abidjan                           |
| 2005 | ASEC Mimosas (14)                         | 1-0                                       | Séwé Sports                               |
| 2006 | Issia Wazi FC (1)                         | 1-0                                       | SO de l'Armée                             |
| 2007 | ASEC Mimosas (15)                         | 3-0 (prò.)                                | Issia Wazi FC                             |
| 2008 | ASEC Mimosas (16)                         | 1-0                                       | Jeunesse Club d'Abidjan                   |
| 2009 | Africa Sports National (14)               | 2-1                                       | ASEC Mimosas                              |
| 2010 | Africa Sports National (15)               | 2-0                                       | Jeunesse Club d'Abidjan                   |
| 2011 | ASEC Mimosas (17)                         | 1-1 (prò.) (5-4 p)                        | ASI Abengourou                            |
| 2012 | Stella Club d'Adjamé (3)                  | 1-0                                       | Séwé Sports                               |
| 2013 | ASEC Mimosas (18)                         | 0-0 (prò.) (5-4 p)                        | Stella Club d'Adjamé                      |
| 2014 | ASEC Mimosas (19)                         | 2-1 (prò.)                                | Séwé Sports                               |
| 2015 | Africa Sports National (16)               | 1-0                                       | CO Bouaflé                                |
| 2016 | Séwé Sports (1)                           | 2-1                                       | ASEC Mimosas                              |
| 2017 | Africa Sports National (17)               | 3-0                                       | AS Tanda                                  |
| 2018 | ASEC Mimosas (20)                         | 1-1 (prò.) (5-3 p)                        | Stade d'Abidjan                           |
| 2019 | FC San Pédro (1)                          | 1-0                                       | AFAD Djékanou                             |
| 2020 | cancel·lat per la pandèmia de la COVID-19 | cancel·lat per la pandèmia de la COVID-19 | cancel·lat per la pandèmia de la COVID-19 |
| 2020 | no es disputà                             | no es disputà                             | no es disputà                             |
| 2020 | no es disputà                             | no es disputà                             | no es disputà                             |
| 2023 | ASEC Mimosas (21)                         | 2–0                                       | AFAD Djékanou                             |
| 2024 | Racing Club Abidjan (1)                   | 1–0                                       | ASEC Mimosas                              |